# SB-271,046
SB-271,046 je lek koji se koristi u naučnim istraživanjima. On je bio jedan od prvih selektivnih antagonista 5-6 receptora. -271,046 je potentan i selektivan in vitro i dobrom oralnom biodostupnošću in vivo, ali ima slabu penetraciju kroz krvno moždanu barijeru, te su razvijeni poboljšani 5-HT6 antagonisti kao što su SB-357,134 i SB-399,885.
SB-271,046 povišava nivoe ekscitatornih aminokiselinskih neurotransmitera glutamata i aspartata, kao i dopamina i noradrenalina u frontalnom korteksu i hipokampusu pacova. Pokazano je da 5-HT6 antagonisti proizvode nootropne efekte u brojnim studijama na životinjama. Smatrase da ovaj lekovi ove klase mogu da nađu primenu u tretmanu šizofrenije i drugih psihijatrijskih poremećaja.